# Ascogaster longula
Ascogaster longula är en stekelart som beskrevs av Baker 1926. Ascogaster longula ingår i släktet Ascogaster och familjen bracksteklar. Inga underarter finns listade.